# Ernst Thomke
Ernst Thomke (nacido el 21 de abril de 1939 en Biena), es un relojero y graduado en medicina suizo, que como gestor empresarial estuvo al frente de las compañías Ébauches SA y ETA SA, y que entre 1984 y 1991 dirigió el conglomerado empresarial Société de Microélectronique et d'Horlogerie, en el que se se había fusionado la práctica totalidad de la industria relojera suiza. Es reconocido por haber ideado con sus colaboradores el reloj Swatch, que resultó ser un elemento clave para rescatar al sector relojero suizo de la profunda crisis en la que se había visto sumido durante la década de 1970.  

## Semblanza
Ernst Thomke primero realizó su aprendizaje en el mundo de la relojería en la fábrica de Ébauches ETA SA de Grenchen, donde se fue consolidando en su trabajo como especialista en mecánica. Entre 1961 y 1967 estudió ciencias, principalmente química en las universidades de Berna y Lausana. Posteriormente, mientras seguía trabajando a tiempo completo, inició estudios de medicina en Berna, obteniendo su graduación como médico en 1975. Completó su formación con estudios de gestión y mercadotecnia en el INSEAD de Fontainebleau.
De 1970 a 1977 trabajó en investigaciones para el grupo farmacéutico británico Beecham, principalmente en sus laboratorios de Suiza, pero también en el instituto farmacológico de Gotemburgo, en Suecia. Fue nombrado director de marketing y luego director de marketing regional en la división europea del grupo.
En 1978, en plena crisis de la industria relojera suiza, se le encomendó rescatar la empresa ETA SA. En 1978, ETA SA se fusionó con su antiguo competidor A. Schild SA (AS). La nueva empresa, con 2200 trabajadores, presentó progresivamente nuevos desarrollos y mejoras en la tecnología de los movimientos de cuarzo y automatizó gran parte de la producción, integrando en la medida de lo posible los sectores administrativo y productivo de las demás fábricas de calibres pertenecientes a Ébauches SA. Apenas asumió el cargo, hizo producir el reloj Delirium, el primer éxito de la relojería suiza en respuesta a la competencia japonesa en estos años de crisis.
En 1982, pasó a ser director general de Ébauches SA siendo nombrado consejero de ASUAG, el holding al que pertenecía ETA SA. Thomke, con sus colaboradores Elmar Mock y Jacques Müller idearon el concepto del reloj Swatch, con asistencia en el concepto y la filosofía de mercado del consultor de marketing externo Franz Sprecher. Los creadores de la apariencia del reloj Swatch fueron Marlyse Schmid y Bernard Muller, diseñadores independientes y cuya empresa, Schmid Muller Design, está ubicada en Chézard-Saint-Martin, en el cantón de Neuchâtel.
Poco después fue nombrado director general del holding relojero SMH, cargo que desempeñó entre 1984 y 1991. En 1989, la cifra de negocios consolidada de SMH ascendía a 2.100 millones de francos suizos. Después de dejar SMH, trabajó en otras empresas del sector relojero. Así, entre 1992 y 1995, como delegado del consejo de administración de Motor Columbus, por mandato de su accionista mayoritario, UBS, transformó este grupo heterogéneo bajo el nuevo nombre de Atel.
Además, estuvo activo hasta 1997 dentro del Oerlikon-Bührle Holding. También fue presidente del consejo y director general entre 1991 y 1997 de Pilatus-Flugzeugwerke AG Stans y de Bally International AG. Sin embargo, sus planes de lanzar esta última empresa en Bolsa fueron rechazados por el holding, lo que le llevó a retirarse de todas las actividades con las dos empresas y del grupo.
En 1995 asumió la dirección de la empresa de maquinaria textil Saurer AG en Arbon, como presidente del consejo de administración. Para poder reestructurar esta empresa, primero tuvo que deshacer su posición como accionista principal. Logró consolidarla en 1996, y después ocupó el puesto de presidente del consejo de administración hasta 1999.
Posteriormente, aunque permaneció en un segundo plano en la escena económica suiza, aceptó otros mandatos como director, como por ejemplo en Métaux Précieux SA Métalor, BB MEDTECH AG, y otras compañías, y participó activamente en la fundación de la empresa British Masters.

## Reconocimientos
- En 2013, Ernst Thomke recibió el Premio Gaia,[9] ofrecido por la ciudad de La Chaux-de-Fonds por su espíritu emprendedor y, sobre todo, por haber ideado el reloj Swatch, que contribuyó decisivamente a salvar y revolucionar la relojería suiza.